# Lea-Artibai

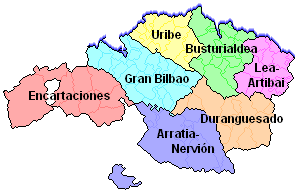
Les set comarques de Biscaia.

Lea-Artibai és una comarca de Biscaia, País Basc. Hereva de l'antiga Merindad de Marquina, se situa en l'extrem nord-est del territori limitant amb la comarca de Baix Deba (Guipúscoa), el Duranguesat i la comarca d'Uribe. Té una extensió de 180,3 km². Comprèn els municipis de:
- Amoroto
- Aulesti
- Berriatua
- Etxebarria
- Gizaburuaga
- Ispaster
- Lekeitio
- Markina-Xemein
- Mendexa
- Munitibar
- Ondarroa
- Ziortza-Bolibar

## Geologia i hidrografía

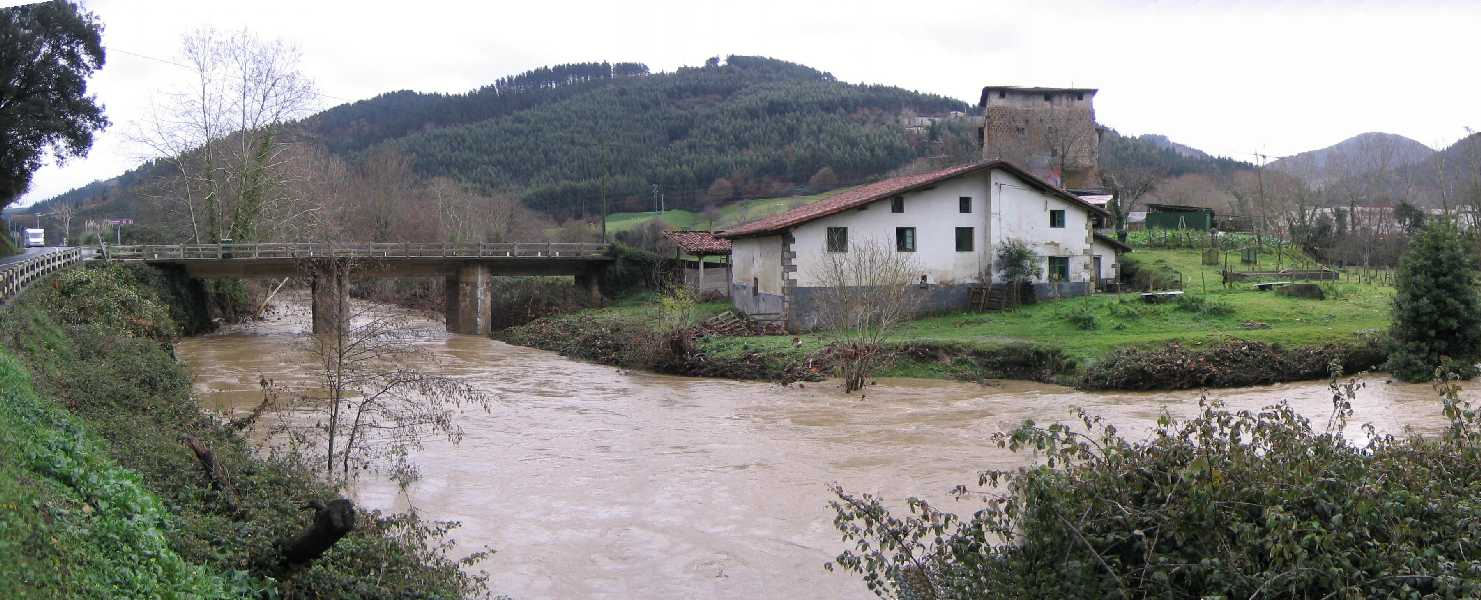
Riu Artibai al seu pas per Aranzibia a Berriatua (Biscaia).

Els rius Lea i Artibai neixen ambdós en el massís del mont Oiz, d'aquesta forma la comarca aquesta compresa entre aquest massís i el mar Cantàbric. Predominen els terrenys calcaris amb alguns reductes d'arenisca. L'orografia és complicada, amb petites muntanyes que tenen com altura major el mont Oiz amb les seves 1.026 m. d'altitud, descendint la mateixa segons ens acostem a la costa. Les seves costes són escarpades amb molts penya-segats en les quals s'obren, en la desembocadura dels rius, bancs de sorra que formen platges. El flysch del Cretaci és aquí també, però en molta menys amidada que en la costa guipuscoana, visible i la rasa mareal important.
Els rius Lea i Artibai, són típics rius cantàbrics amb un cabal molt irregular que obeïx al règim de precipitacions. Les seves conques altes estan molt ben conservades i es poden trobar espècies, com en el cas de l'Artibai, que requereixen un alt grau de conservació de l'entorn per al seu desenvolupament, com el cas del visó europeu. No obstant això, la interferència de l'activitat humana modifica aquestes condicions, especialment en el Artibai, amb la indústria concentrada en els voltants de Markina, mentre que Lea assoleix mantenir un nivell acceptable fins a, pràcticament, la seva desembocadura en Lekeitio, ja que en la seva conca els assentaments són, bàsicament, rurals. La vegetació de la comarca es caracteritza per la presència d'alzina és cantàbrics en els sectors de calcària (el ric Artibai pren el seu nom d'aquests arbres, art = alzina). Hi ha rouredes i boscos de faigs, així com altres mostres de vegetació autòctona i abundants prats. Les repoblacions, a causa de l'explotació forestal, de pi insigne i eucaliptuss són molt abundants.

## Comunicacions
Aquesta és l'única comarca de Biscaia que no posseïx ni un quilòmetre d'autopista o ferrocarril. Les comunicacions són molt deficients i estan basades en la carretera comarcal BI-633 que uneix Durango amb Ondarroa i la BI-2405 que uneix l'anterior amb Lekeitio. Gernika, cap judicial a la qual la comarca pertany, s'uneix amb Lekeitio per la BI-2238. Les carreteres comarcals BI-3222 i BI-3231 recorren la vall del Lea. A més hi ha algunes altres carreteres comarcals i locals que uneixen diferents nuclis de població. cal destacar el tipisme de la carretera que uneix Ondarroa amb Lekeitio per la costa.

## Estructura poblacional
L'estructura de la població és eminentment rural en la part interior de la comarca, amb petits nuclis poblacionals com Aulesti i Amoroto. L'únic nucli important en l'interior és Markina amb uns 7.000 habitants i on hi ha alguna oferta de serveis destacant l'escola professional que pertany al Grup Mondragón i on hi ha alguna especialització d'enginyeria tècnica pertanyent a Universitat de Mondragón. Els nuclis de la costa, Lekeitio i Ondarroa, són urbans. Lekeitio, més dedicat al turisme, manté la seva estructura medieval en els carrers del nucli antic i gaudeix d'instal·lacions hoteleres i de restauració que complementen el seu privilegiat paisatge costaner. El major nucli urbà és la vila d'Ondarroa amb uns 10.000 habitants amb el que es converteix en la capital de la comarca. La forta explotació pesquera ha fet que el turisme quedi desatès. Així i tot compta amb els serveis principals, tant d'educació com de sanitat així com quant al comerç es refereix, encara amb escàs desenvolupament per la proximitat d'altres nuclis importants pertencientes a les comarques veïnes.

## Economia
L'economia de Lea Artibai aquesta basada en el sector primari encara que hi ha un sector indústrial important, en el qual la indústria de la conserva de peix és rellevant.

### Sector primari
El sector primari és el principal motor d'aquesta comarca. En ell la pesca, concentrada a Ondarroa, és l'activitat més rellevant que dinamitza a la seva al voltant una gran quantitat d'activitats dels altres sectors, com són la sde els serveis associats a les arts i eines de pesca i l'activitat conservera. No es pot oblidar que una gran part dels nuclis poblacionals d'aquestes terres són netament rurals, això fa que tant l'activitat agrícola com la ramadera estiguin desenvolupades. També ho aquesta l'activitat forestal amb plantacions de pi insigne i eucaliptus. Aquestes activitats es complementen, normalment, amb treballs en altres sectors, bé l'industrial o en el de serveis. La riquesa en marbre de qualitat, el marbre negre de Marquina té cert renom, ha desenvolupat també una important activitat minera, amb explotacions a cel obert de marbre i pedra calcària.

### Sector secundari
La indústria té certa presència en la part central dels valls. Als voltants de Markina i Etxebarria hi ha molta activitat industrial, preferentment de transformacions metàl·liques i d'indústria auxiliar de l'automòbil. Aquesta zona experimenta la influència de les indústries de les comarques veïnes, tant del Baix Deba com del Duranguesat. És important la transformació de cautxú i plàstics que s'ha desenvolupat a partir del Grup Cooperativista de Mondragón, amb una important fàbrica a Berriatua (Cikautxo). En el passat va haver fàbrica d'armes a Markina. La indústria conservera aquesta molt desenvolupada en tota la zona, però principalment en la costa. Fins fa relativament poc temps existia una certa activitat de drassanes, però ja ha desaparegut, quedant reduïda a alguna petita drassana de ribera, a Lekeitio, i als tallers de reparació naval a Ondarroa.

### Sector terciari
El sector serveis és molt pobre. La proximitat de centres urbans més o menys importants, com Eibar i Durango, així com les capitals de les províncies de Guipúscoa, Sant Sebastià a menys de 80 km, i Biscaia, Bilbao a 60 km fan que la població es desplaci a elles per a realitzes les seves compres. De la mateixa forma, els serveis sanitaris i d'educació solament estan coberts en els seus nivells bàsics, llevat de l'especialitat universitària de l'escola de Markina. El turisme està desenvolupat a Lekeitio i gaudeix de cert renom des de principis del segle xx.

## Patrimoni

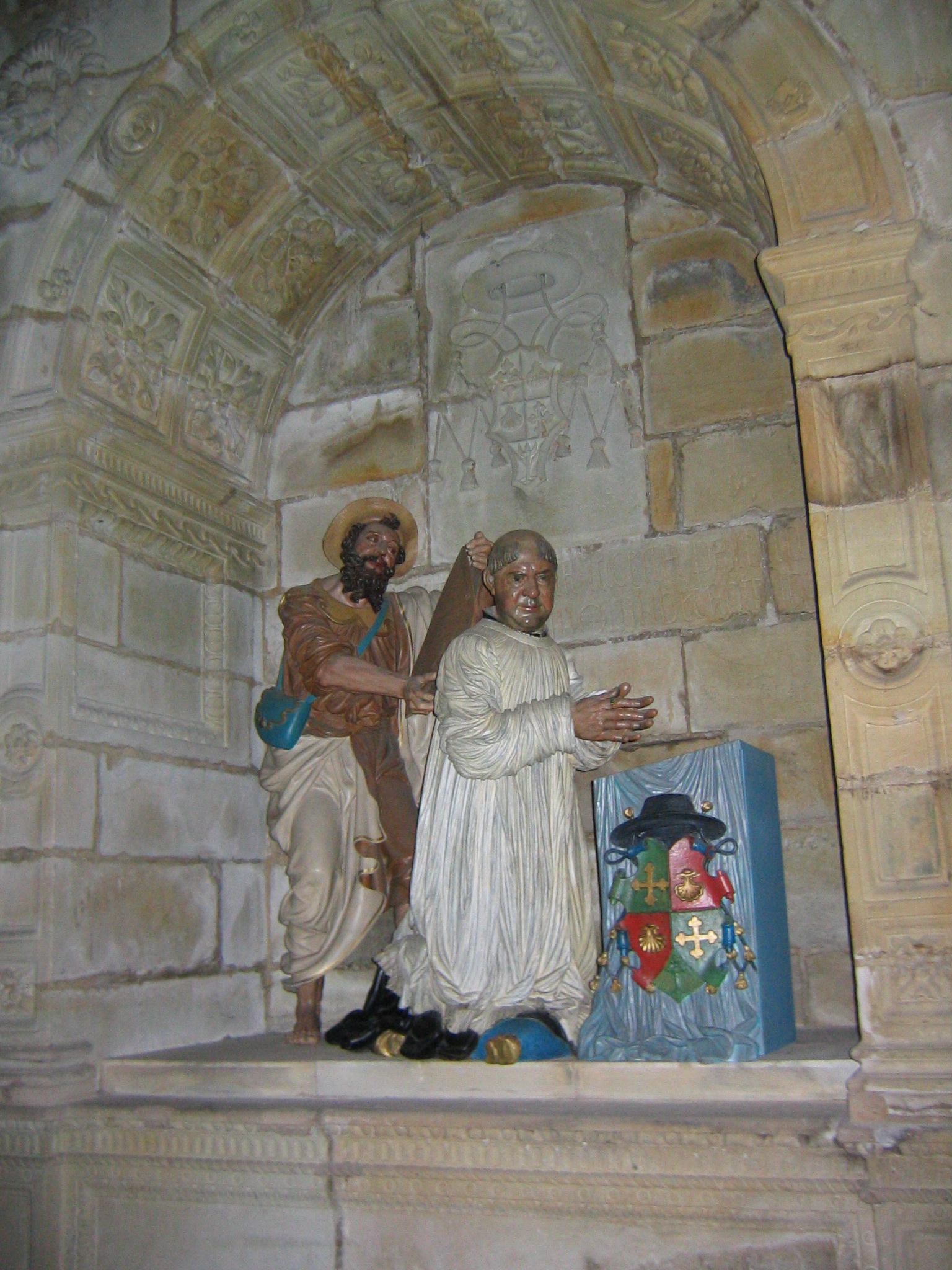
Detall de la col·legiata de Zenarruza en Ziortza-Bolibar.

La zona és rica en patrimoni històric. La branca ribera del camí de Santiago passa per la comarca. Cal destacar la Col·legiata de Zenarruza d'estil gòtic, el nucli urbà de Markina, així com l'estranya església de San Miguel de Arrechinaga de forma octogonal i amb un altar de pedres. La pàtria dels ancestres de Simón Bolívar a Bolibar o l'església parròquial de Santa María a Ondarroa amb les seves figures borbonyesques, els kortxeleku manuak i la joia gòtica de la basílica de l'Assumpció de Santa María a Lekeitio. Són molts els monuments i llocs amb història i característiques suficients que justifiquen una visita. El patrimoni natural és important. Tota la costa és destacable. La seva rasa mareal, accessible des de la carretera de la costa, amaga llocs íntims on es pot practicar el nudisme sense cap inconvenient, amb un paisatge fort, al peu del penya-segat i al costat de les ones. Els seus boscos, d'escassa altura, tenen bells racons, com el Santa Eufemia Aulestia.

## Esport
La comarca de Lea Artibai destaca en dos esports netament bascos; la pilota basca on Markina té fama mundial i els seus pilotaris recorren el món, sobretot els Estats Units i Filipines. Al seu frontó l'anomenen "La universitat de la pilota". D'altra banda, les traineres on els equips d'Ondarroa i Lekeitio s'amiden cada temporada amb els millors de la costa cantàbrica.